# Windows Live Movie Maker
Windows Live Movie Maker è il successore del software Windows Movie Maker della Microsoft. L'applicativo mette a disposizione degli utenti alcune funzionalità di base per acquisire ed elaborare i file video.
Windows Live Movie Maker non è più supportato dal 10 gennaio 2017, ed è sostituito dalla funzione Story Remix presente nell'app Microsoft Foto dal 12 settembre 2017.

## Sviluppo
Lo sviluppo di Windows Live Movie Maker, rivolto prevalentemente agli utilizzatori di Windows 7, è iniziato nel 2008 partendo dalle funzionalità del vecchio Windows Movie Maker. Distribuito inizialmente in versione beta, è stato successivamente incluso nel pacchetto di programmi Windows Live, liberamente scaricabile dalla rete.

## Critiche
Windows Live Movie Maker è stato criticato per il fatto di non dare la possibilità all'utente di modificare il formato del file video in output, il quale senza alternative viene salvato in WMV, ed anche per il fatto che tale software permette l'inserimento di una sola traccia audio supplementare (colonna sonora o narrazione).